# 福沢卓宏
福沢 卓宏（ふくざわ たかひろ、1981年8月19日 - ）は、兵庫県尼崎市出身の元プロ野球選手（投手）、野球指導者、野球監督。

## 来歴
尼崎市立潮小学校2年時に野球を始め、尼崎市立大成中学校ではボーイズリーグの兵庫尼崎ボーイズでプレーした。滝川第二高校に進学後は3年時にエースとして第71回選抜高等学校野球大会、第81回全国高等学校野球選手権大会に春夏連続出場。選抜では1回戦で明徳義塾高校に延長10回の末に敗れて初戦敗退。選手権大会では1回戦で朝倉健太、岡本浩二らを擁する東邦高校にサヨナラ勝利。2回戦で牛田成樹を擁する徳島商業高校を破り、準々決勝で岡本直也を擁する岡山理大附高校に敗れたがベスト8入り。
1999年のドラフト会議において中日ドラゴンズから2位指名（田中賢介の外れ2位に宮本大輔を指名したが、宮本の交渉権は同じく宮本を外れ1位で指名した大阪近鉄バファローズに優先権があり、3回目の2位指名であった）を受け入団。この際、夏の甲子園で対戦した朝倉も1位指名で入団した。
プロ入り後は1年目から一軍で登板するなど期待されたが、ウエスタン・リーグの試合で暴投を犯したのをきっかけにイップスに陥り、一時期はキャッチボールもできないほど精神的に追い込まれたという。その後も結果を出せず、2003年に退団。
退団後はバーテンダーや土木作業員として働いていたが、2007年9月25日に社会人野球チームの福井ミリオンドリームズに入団。チームでは投手のほか内野手としても出場し主力選手として活躍。また2012年からはキャプテンを務めていた。
2018年、BCリーグ・福井ミラクルエレファンツの投手コーチに就任。2年務めた後、球団が経営母体の変更で福井ワイルドラプターズに変わった2019年12月に、監督に就任することが発表された。監督としては2シーズン務め、2021年シーズン終了後の10月25日に退任が発表された。
その後は北陸大学野球連盟参加の福井工業大学硬式野球部のコーチを就めていた。

## 詳細情報

### 年度別投手成績
| 年 度     | 球 団     | 登 板 | 先 発 | 完 投 | 完 封 | 無 四 球 | 勝 利 | 敗 戦 | セ 丨 ブ | ホ 丨 ル ド | 勝 率 | 打 者 | 投 球 回 | 被 安 打 | 被 本 塁 打 | 与 四 球 | 敬 遠 | 与 死 球 | 奪 三 振 | 暴 投 | ボ 丨 ク | 失 点 | 自 責 点 | 防 御 率 | W H I P |
| --------- | --------- | ----- | ----- | ----- | ----- | -------- | ----- | ----- | -------- | ----------- | ----- | ----- | -------- | -------- | ----------- | -------- | ----- | -------- | -------- | ----- | -------- | ----- | -------- | -------- | ------- |
| 2000      | 中日      | 4     | 0     | 0     | 0     | 0        | 0     | 0     | 0        | --          | ----  | 30    | 5.1      | 11       | 0           | 3        | 0     | 1        | 5        | 1     | 0        | 6     | 6        | 10.13    | 2.63    |
| 2001      | 中日      | 1     | 0     | 0     | 0     | 0        | 0     | 0     | 0        | --          | ----  | 7     | 1.0      | 2        | 0           | 2        | 0     | 0        | 2        | 0     | 0        | 3     | 3        | 27.00    | 4.00    |
| 通算：2年 | 通算：2年 | 5     | 0     | 0     | 0     | 0        | 0     | 0     | 0        | --          | ----  | 37    | 6.1      | 13       | 0           | 5        | 0     | 1        | 7        | 1     | 0        | 9     | 9        | 12.79    | 2.84    |

### 記録
- 初登板：2000年7月2日、対ヤクルトスワローズ14回戦（浜松球場）、6回表2死に3番手で救援登板、1回1/3を1失点
- 初奪三振：同上、6回表に佐藤真一から

### 背番号
- 51 （2000年 - 2003年）
- 81 （2018年 - 2021年）